# Tiryani
Tiryani là một mandal thuộc Asifabad, bang Telangana, Ấn Độ.